# Biroella dispar
Biroella dispar är en insektsart som beskrevs av Bolívar, I. 1903. Biroella dispar ingår i släktet Biroella och familjen Morabidae. Inga underarter finns listade i Catalogue of Life.